# Підйомний міст

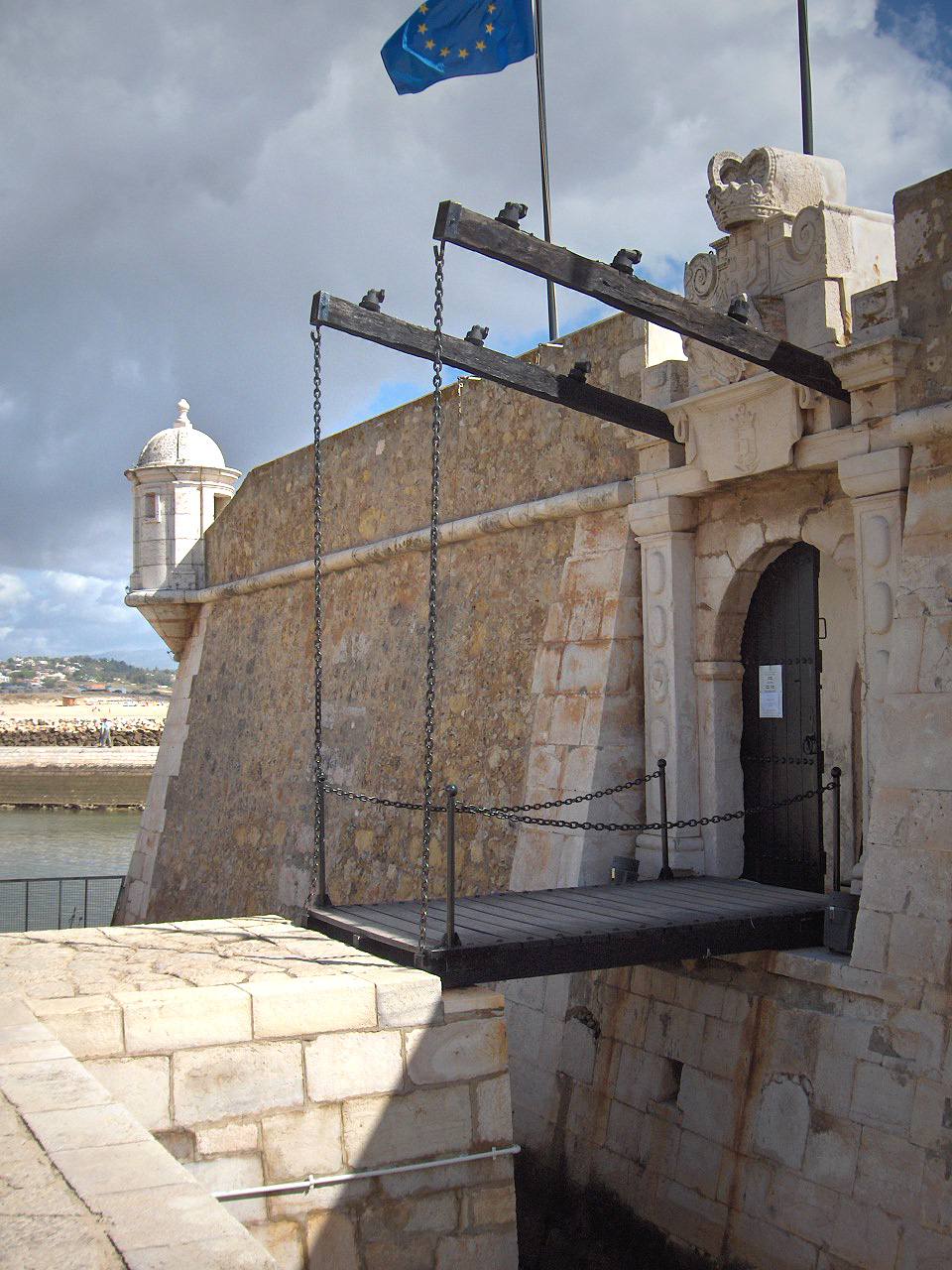
Фортечний міст (Португалія)

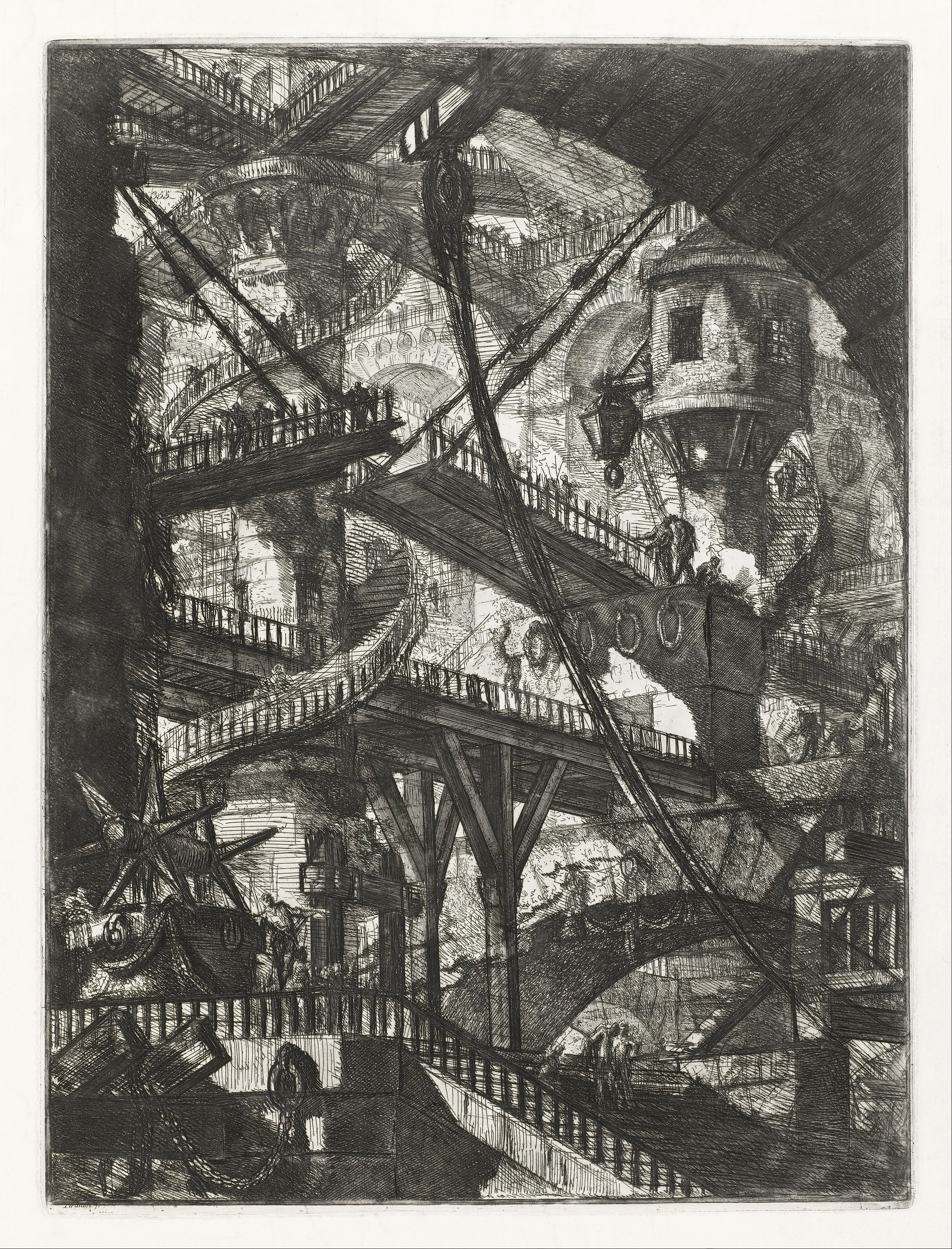
Підйомні мости, робота Піранезі із серії «Темниці», паперова архітектура

Підйомний міст — вид розвідного моста, пролітна споруда якого піднімається й опускається у вертикальній площині. До підйомних відносять найпростіші і найдавніші фортечні мости, дерев'яні зразки яких зафіксовані вже в Стародавньому Єгипті, широко використовувані в Середньовіччі для облаштуванні фортець і замків, а також розкривні і вертикально-підйомні мости.
Л. Ф. Ніколаї поділяв механізми підйомних мостів, які використовують поворот полотна навколо горизонтальної осі, на три типи:
1. з нерухомою віссю обертання, розташованою на кінці полотна;
2. з нерухомою віссю обертання, розташованою не на кінці полотна;
3. зі змінною віссю обертання.

## Фортечний міст
Фортечний міст зазвичай опускається одним кінцем на барбакан і служить переправою через фортечний рів, що оточує укріплення.
Типова конструкція середньовічного фортечного мосту включала два потужних дерев'яних бруси з противагами на одному кінці і ланцюгами, прикріпленими до полотна моста — на іншому. Популярними були дві конструкції — «відкритий» окремо розташований міст і вбудований в стіну, в якому підняте полотно моста перекривало отвір воріт (див. ілюстрацію на початку статті). Завдяки противагам, піднімали й опускали міст двоє людей. Зустрічалися і простіші мости, де прикріплені до полотна ланцюги через блоки безпосередньо заводилися на лебідку.
З поширенням артилерії в кінці XV століття фортечні мости на ланцюгах стали марними, оскільки ланцюги можна було перебити ядрами. З'явилися нові конструкції — в одній з них піднімання мосту здійснювалося через важелі, які були продовженням полотна моста всередину фортеці (кінці важелів при цьому опускалися в підземелля всередині фортеці). В мостах іншої конструкції, популярної на сході Франції і вздовж Рейну, полотно мосту опускалося в рів, а важелі, що також були продовженням полотна моста, йшли при цьому вгору (в робочому положенні полотно закріплювалося додатковими брусками). Вже з XIV століття підйомні мости в укріпленнях Італії і Франції стали замінювати розсувними .
У фортифікації на Русі підйомні мости зустрічалися рідше, ніж в Західній Європі, до наших днів не дійшов жоден. Крім Московського кремля, де на стінах веж зберігаються сліди отворів для ланцюгів і брусів, точно відомо про наявність такого моста, наприклад, у фортеці Волоколамська.